# Партизанский сельский совет (Днепропетровская область)
Партизанский сельский совет (укр. Партизанська сільська рада) — входит в состав Днепровского района Днепропетровской области Украины.
Административный центр сельского совета находится в с. Партизанское.

## Населённые пункты совета
- с. Партизанское